# 凯文·贝里
凯文·贝里（英語：Kevin Berry，1945年4月10日—2006年12月7日），澳大利亚男子游泳运动员。他曾代表澳大利亚参加1960年和1964年夏季奥林匹克运动会游泳比赛，获得一枚金牌和一枚铜牌。